# Karel Slunéčko
Karel Slunéčko (* 2. prosince 1963) je bývalý český hokejový útočník.

## Hokejová kariéra
V československé lize hrál za CHZ Litvínov a Škodu Plzeň. Odehrál 5 ligových sezón, nastoupil ve 109 ligových utkáních, dal 20 gólů a měl 15 asistencí. V nižších soutěžích hrál za Slovan Ústí nad Labem, ZVVZ Milevsko a HC Brno.

## Klubové statistiky
| Sezona    | Klub                  | Soutěž  | Základní část | Základní část | Základní část | Základní část | Základní část | Play-off | Play-off | Play-off | Play-off | Play-off |
| Sezona    | Klub                  | Soutěž  | Z             | G             | A             | B             | TM            | Z        | G        | A        | B        | TM       |
| --------- | --------------------- | ------- | ------------- | ------------- | ------------- | ------------- | ------------- | -------- | -------- | -------- | -------- | -------- |
| 1984/1985 | CHZ Litvínov          | 1. liga | 14            | 2             | 1             | 3             | 4             |          |          |          |          |          |
| 1985/1986 | CHZ Litvínov          | 1. liga | 33            | 7             | 6             | 13            | -             |          |          |          |          |          |
| 1985/1986 | Slovan Ústí nad Labem | 2. liga | -             | 3             | -             | -             | -             |          |          |          |          |          |
| 1986/1987 | CHZ Litvínov          | 1. liga | 34            | 9             | 4             | 13            | 28            | 11       | 6        | 3        | 9        |          |
| 1987/1988 | Škoda Plzeň           | 1. liga | 23            | 2             | 4             | 6             | -             | 9        | 0        | 0        | 0        |          |
| 1988/1989 | Škoda Plzeň           | 1. liga | 5             | 0             | 0             | 0             | 2             |          |          |          |          |          |
| 1989/1990 | ZVVZ Milevsko         | 2. liga | -             | 9             | -             | -             | -             |          |          |          |          |          |
| 1990/1991 | HC Brno               | 2. liga | -             | -             | -             | -             | -             |          |          |          |          |          |